# Becca d’Oren
Becca d’Oren – szczyt w Alpach Pennińskich, w masywie Mont Collon. Leży na granicy między Szwajcarią (kanton Valais) a Włochami (region Dolina Aosty). Szczyt można zdobyć ze schroniska Rifugio Nacamuli al Col Collon (2818 m).
Pierwszego wejścia dokonali Ettore Canzio, Felice Mondini i Giacomo Noro 26 sierpnia 1897 r.